# آيت تيار (بني ثعبان)
آيت تيار هو دُوَّار يقع بجماعة بودينار، إقليم الدريوش، جهة الشرق في المملكة المغربية. ينتمي الدوّار لمشيخة بني ثعبان التي تضم 9 دواوير. يقدر عدد سكانه بـ 178 نسمة حسب الإحصاء الرسمي للسكان والسكنى لسنة 2004.

## وصلات خارجية
- البوابة الوطنية للجماعات الترابية
- المندوبية السامية للتخطيط